# Rogers (Texas)
Rogers is een plaats (town) in de Amerikaanse staat Texas, en valt bestuurlijk gezien onder Bell County.

## Demografie
Bij de volkstelling in 2000 werd het aantal inwoners vastgesteld op 1117.
In 2006 is het aantal inwoners door het United States Census Bureau geschat op 1076, een daling van 41 (-3,7%).

## Geografie
Volgens het United States Census Bureau beslaat de plaats een oppervlakte van
2,0 km², geheel bestaande uit land. Rogers ligt op ongeveer 131 m boven zeeniveau.

## Geboren
- Joe Tex (1935-1982), een R&B- en discozanger

## Plaatsen in de nabije omgeving
De onderstaande figuur toont nabijgelegen plaatsen in een straal van 28 km rond Rogers.